# Camp Lejeune
Camp Lejeune (Marine Corps Base Camp Lejeune) è un'installazione militare del Corpo dei Marines situato a Jacksonville, nella Carolina del Nord. Le spiagge, situate a 23 chilometri dalla base, ne fanno una zona importante per l'addestramento anfibio e la sua posizione tra i due porti (Wilmington e Morehead City) permette dislocamenti veloci.